# Alexandre Daminet
 Alexandre Joseph, baron Daminet, né à Enghien, le 2 avril 1787 et y décédé le 31 décembre 1856 fut un homme politique belge francophone libéral.
Il fut propriétaire terrien et de charbonnages.
Il fut conseiller communal et bourgmestre d'Enghien, membre du parlement,, et conseiller provincial de la province de Hainaut.